# Rudra Pratap Deo
Rudra Pratap Deo (Hindi रुद्र प्रताप देव Rudra Pratāp Dev; * 18. Februar 1885 in Jagdalpur; † 16. November 1921 daselbst) war Herrscher des indischen Fürstenstaates Bastar. Nominell amtierte er von 1891 bis 1922, tatsächlich regierte er nur etwa ein Jahr 1908–09.

## Lebensweg
Rudra Pratap Deo war der Sohn des leprösen Rajas Bhairam Deo mit dessen dritter Frau Kundan Kaur (1864 – 5. September 1908). Zeitlebens hielten sich Gerüchte, dass er illegitim sei.
Sein Vater starb, als er sechs Jahre alt war. Der Court of Wards der Kolonialmacht übernahm bereits 1886 die Regierung des Staates. Seine höhere Bildung erhielt der Raja im Rajkumar College von Raipur (Kanker).
Als 23-Jähriger übernahm er 1908 die Amtsgeschäfte. Sein Onkel Lal Kalindra Singh war als Diwan abgesetzt worden. Stattdessen wurde Panda Baijnat (Rai Bahadur Panda Baijnath) ernannt, obwohl es gegen die lokale Tradition verstieß, dass das Amt von einem Angehörigen der Herrscherfamilie ausgeübt wurde. Ebenso unbeliebt war der Rajaguru Mitranath Thakur.
Der gebildete, aber ebenso korrupte Panda Baijnat war ein williges Werkzeug der Briten. Bei der jährlichen Dussehra-Versammlung am 22. Oktober 1909 zeigte der Raja ein gewisses Verständnis für die Anliegen seines Volkes, besonders der traditionell lebenden Tribals. Nach einem Bericht des Diwan über den Raja Ende 1909 an den britischen political agent de Brett in Raipur wurde er effektiv kaltgestellt. Während der Rebellion der indigenen Stämme des Landes, die im Februar 1910 im sogenannten Bhumkal aufbegehrten, wobei sein Onkel Kalindra Singh und seine Tante Subran Kaur, die zugleich seine Stiefmutter war, im Hintergrund die Fäden zogen, spielte der Raja keine Rolle.
Nach der Rebellion blieb er lediglich ein Aushängeschild und durfte einmal jährlich seine religiösen Funktionen wahrnehmen. Sein Land stand für das nächste Jahrzehnt unter der Verwaltung des von Britannias Gnaden wieder eingesetzten Diwan.

### Familie
Frauen:
1. Chandrakumari Devi († 18. August 1911), Tochter des Fateh Singh, Feudalherr von Puwayan
2. Kasumlata Devi, Tochter von Sir Sudhal Deo, C.I.E., Raja von Bamra (Central Provinces)

Kinder und Enkel:
- ein Sohn starb 10 Monate alt
- Prafulla Kukumari Devi (von 1; * 10. Februar 1910; † 28. Februar 1936 in London; regierte ab 1924). Die letzte Erbin der Dynastie in direkter Linie wurde 16-jährig auf Veranlassung des britischen Administratoren Lee (C.P.) und Tucker (Bastar) mit dem syphillitischen und politisch unakzeptablen Prafulla Chandra Bhanj Deo von Mayurbhanj, dessen Familie seit der Einheirat einer Tochter von Keshabchandra Sen für orthodoxe Hindus inakzeptabel war, im Januar 1925 zwangsverheiratet. Trotzdem hatte das Paar zwei Töchter und zwei Söhne:[3]

1) Rajkumari Kamla Devi (* 2. Februar 1928; † 1. Januar 1954)
2) Maharaja Pravir Chandra Bhanj Deo
3) Rajkumari Geeta Kumari Devi (* 29. Oktober 1930; † 17. Dezember 2002)
4) Maharaja Vijay Chandra Bhanj Deo